# Șuie Paparude
Șuie Paparude ist eine rumänische Elektromusikband. 2006 trat Șuie Paparude gemeinsam mit Sistem im Lia-Manoliu-Stadion als Vorgruppe von Depeche Mode während deren Touring-the-Angel-Tournee auf.

## Bandgeschichte
Șuie Paparude wurden 1993 von Mihai Campineanu, Mihai Dobre und drei weiteren Musikern als New-Wave-Band gegründet. 1995 veröffentlichten Mihai Câmpineanu und Mihai Dobre mit DJ Vasile das erste Album mit dem Titel „Șuie Paparude“. 1997 verließ DJ Vasile die Band, um eine Solokarriere zu verfolgen, bevor die beiden das zweite Album der Band mit dem Titel „Save Yourself“ veröffentlichten, darunter das Lied „Iarba Verde De Acasa“, das 1998 in der Nähe von Bran gefilmt wurde. 1998 erschien die Maxi-Single „Muska“. Cezar Stanciulescu (Junkyard) stieß 2002 als MC zu der damals zweiköpfigen Band, er wurde im Januar 2009 aber durch Alexe Marius Andrei (MC Bean) ersetzt.

## Diskografie

### Alben
- 2000: Urban
- 2003: Atac La Persoana
- 2004: Scandalos
- 2007: A fost odată…
- 2010: E suflet in aparat[3]

### Singles
- 2003: Atac La Persoana
- 2007: A fost odată…[4]
- 2008: Cu zâmbetul pe buze[5]
- 2009: Cea mai buna zi
- 2010: Soundcheck[6]

## Belege
1. 1 2  Biography-Link auf suiepaparude.ro (Die drei weiteren Gründungsmitglieder nicht namentlich genannt)
2. ↑  Sistem si Suie Paparude, in deschidere la Depeche Mode.
3. ↑  Offizieller Gratis-Download (Memento vom 24. April 2012 im Internet Archive) (ZIP)
4. ↑  A fost odată… Videoclip beim YouTube-Kanal der Plattenfirma
5. ↑  Cu zâmbetul pe buze Videoclip beim YouTube-Kanal der Plattenfirma
6. ↑  Soundcheck Videoclip beim YouTube-Kanal der Plattenfirma